# Lisa Baldez
Lisa Baldez is een Amerikaans politicoloog. Ze houdt zich bezig met Latijns-Amerikaanse studies. Ze is hoogleraar overheid en Latijns-Amerikaanse, Latino- en Caribische studies aan Dartmouth College. Van 2015 tot 2018 was ze Cheheyl Professor en directeur van het Dartmouth Center for the Advancement of Learning aan het Dartmouth College. Ze is met name geïnteresseerd in de relatie tussen de overheid  en gendergelijkheid. Ze heeft geschreven over het Verdrag van de Verenigde Naties inzake de uitbanning van alle vormen van discriminatie van vrouwen, vrouwenprotesten in Chili, genderquotawetten en het Equal Rights Amendment.
- Nationale Bibliotheek van Israël: 987007439310305171
- Système universitaire de documentation: 069399018
- Virtual International Authority File: 42090088